# Královna manželka
Královna manželka[zdroj?] (anglicky Queen consort, španělsky Reina consorte) je označení pro manželku panujícího panovníka (jako oficiální označení této pozice se užíval či užívá nově v některých monarchiích – výraz je prvně doložen roku 1765 v angličtině – které potřebovaly jasněji vymezit koncepty nepanující manželky krále a panující královny). Královna manželka obvykle získává ženský ekvivalent manželových titulů, ovšem nenáleží jí politická ani vojenská moc panovníka.

## Titulatura

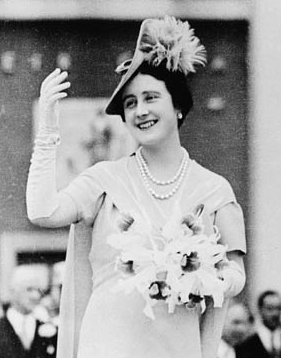
Elizabeth Bowes-Lyon, známá jako královna matka

Označení manželky panujícího krále je královna manželka. Královna manželka zároveň s manželovým nastoupením do úřadu získává v evropských monarchiích ženské tituly svého manžela. Manžel panující královny ovšem zpravidla automaticky postavení „krále manžela“ nezískává (tedy, že by mohl automaticky užívat titulů své panující ženy). V minulosti bylo v Evropě obvyklejší pro manžela panující královny, že se sám stal panujícím králem (např. Filip II. Španělský v Anglii, Antonín Bourbonský-Vendôme v Navarrsku, Ferdinand Sasko-Cobursko-Gothajský v Portugalsku, ad.) nebo skutečně jen manžely královen (František Španělský). Dnes se zpravidla manželé panujících královen označují jako princové manželé (kteří titul krále nesmějí užívat).
V některých monarchiích (např. muslimských apod.), kde existovala polygamie (Maroko, Thajsko ad.), se počet králových manželek lišil. Současný marocký král Mohammed VI. zrušil tuto tradici a jeho manželka, Lalla Salma byla povýšena do šlechtického stavu a nosí titul princezny. Předtím v Marockém království takový titul neexistoval. V Thajsku musejí být král i královna královského rodu, zatímco ostatním královnám je titul pouze propůjčen. Také v jiných kulturních oblastech se mohou tradice lišit (Zulu, Jorubové aj.)

## Role královny manželky
Obvykle manželky panovníků nedisponují mocí per se, a to ani když jejich postavení rozeznává ústava nebo jiná norma. Nicméně královna manželka po smrti krále (královna vdova nebo královna matka) získávala moc skrze roli regentky v době nezletilosti jejího dítěte, následníka trůnu:
- Anna Kyjevská, manželka Jindřicha I.
- Marie Medicejská, matka Ludvíka XIII.
- Anna Rakouská, matka Ludvíka XIV.
- Marie de Guise, matka Marie Skotské
- Marie Kristina Rakouská, matka Alfonse XIII. Španělského
- Helena Řecká, matka krále Michala Rumunského
- Marie Antoinetta, matka Ludvíka XVII. (sporné)
- Munjeong, matka korejského krále Myeongjonga
- Emma Waldecko-Pyrmontská, matka Vilemíny Nizozemské
- Lakšmí Bai, Rani Jhansijská a matka Damodara Rao
- Genenpil, druhá manželka 8. Bogd-chána

Vedle těchto příkladů existují také případy královen manželek, coby ambiciozních státnic, které někdy neoficiálně patřily mezi nejbližší a nejdůvěrnější poradce panovníka, např. císařovna Zita, manželka císaře rakouského, krále českého a uherského, Karla I. V některých případech královna manželka dokonce disponovala podobnou mocí vedle trůnu svého manžela, jako např. Marie Luisa Parmská, manželka Karla IV. Španělského nebo Alexandra Fjodorovna Ruská, manželka Mikuláše II.